# Shaolin vs. Wu-Tang
Shaolin vs. Wu-Tang è il quinto album discografico in studio del rapper statunitense Raekwon, membro del Wu-Tang Clan, pubblicato nel 2011.

## Tracce
1. Shaolin vs. Wu-Tang – 2:30
2. Every Soldier in the Hood (featuring Method Man) – 2:54
3. Silver Rings (featuring Ghostface Killah) – 1:48
4. Chop Chop Ninja (featuring Inspectah Deck & Estelle) – 4:24
5. Butter Knives – 2:47
6. Snake Pond – 2:29
7. Crane Style (featuring Busta Rhymes) – 1:55
8. Rock 'N Roll (featuring Ghostface Killah, Jim Jones & Kobe) – 5:40
9. Rich & Black (featuring Nas) – 3:35
10. From the Hills (featuring Method Man & Raheem DeVaughn) – 2:55
11. Last Trip to Scotland (featuring Lloyd Banks) – 2:42
12. Ferry Boat Killaz – 2:00
13. Dart School – 2:28
14. Molasses (featuring Rick Ross & Ghostface Killah) – 4:13
15. The Scroll – 2:34
16. Masters of Our Fate (featuring Black Thought) – 3:22
17. Wu Chant (Outro) – 0:42